# İrmik helva

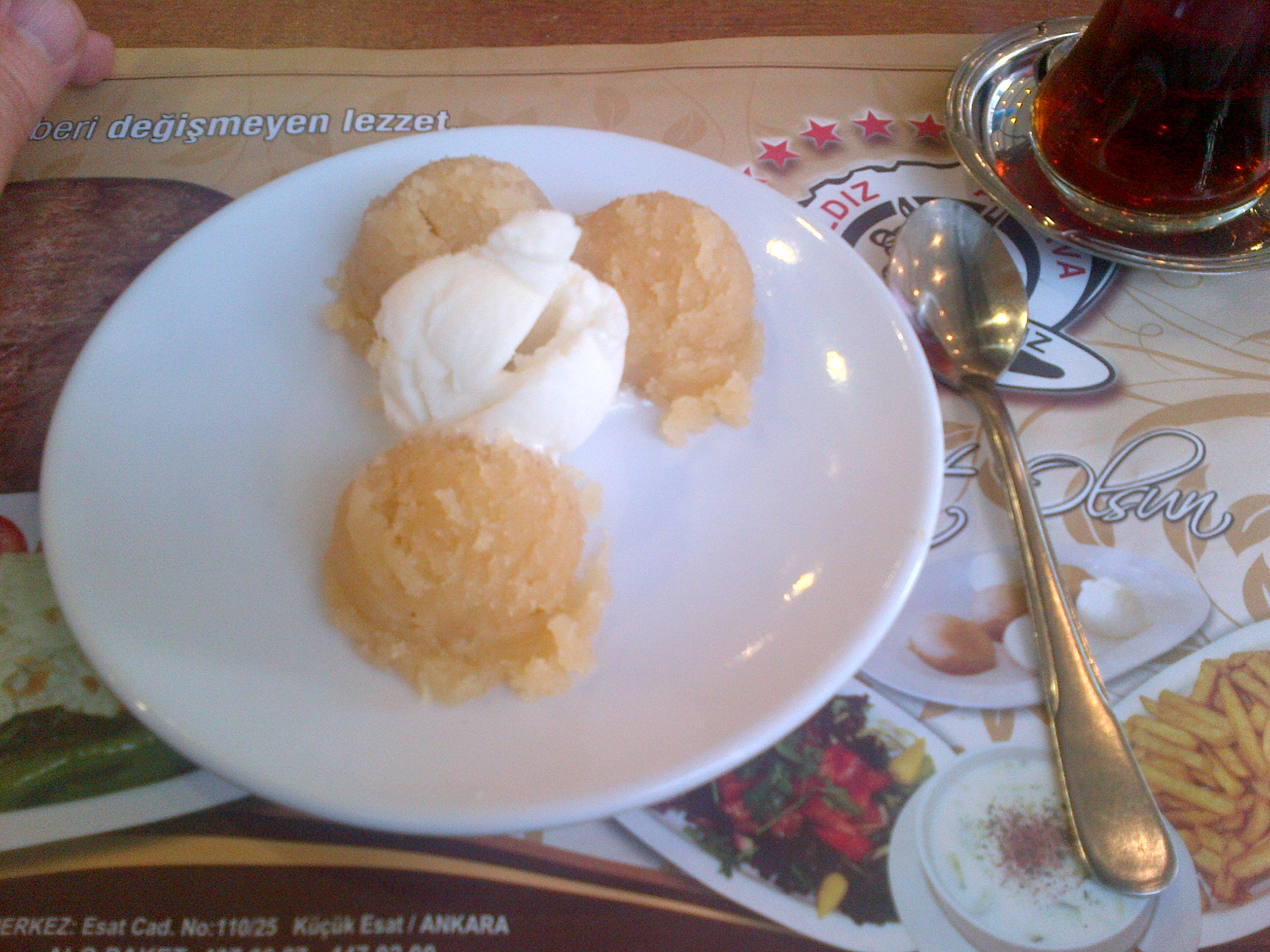
Irmik helvası amb gelat de kaymak i te turc.

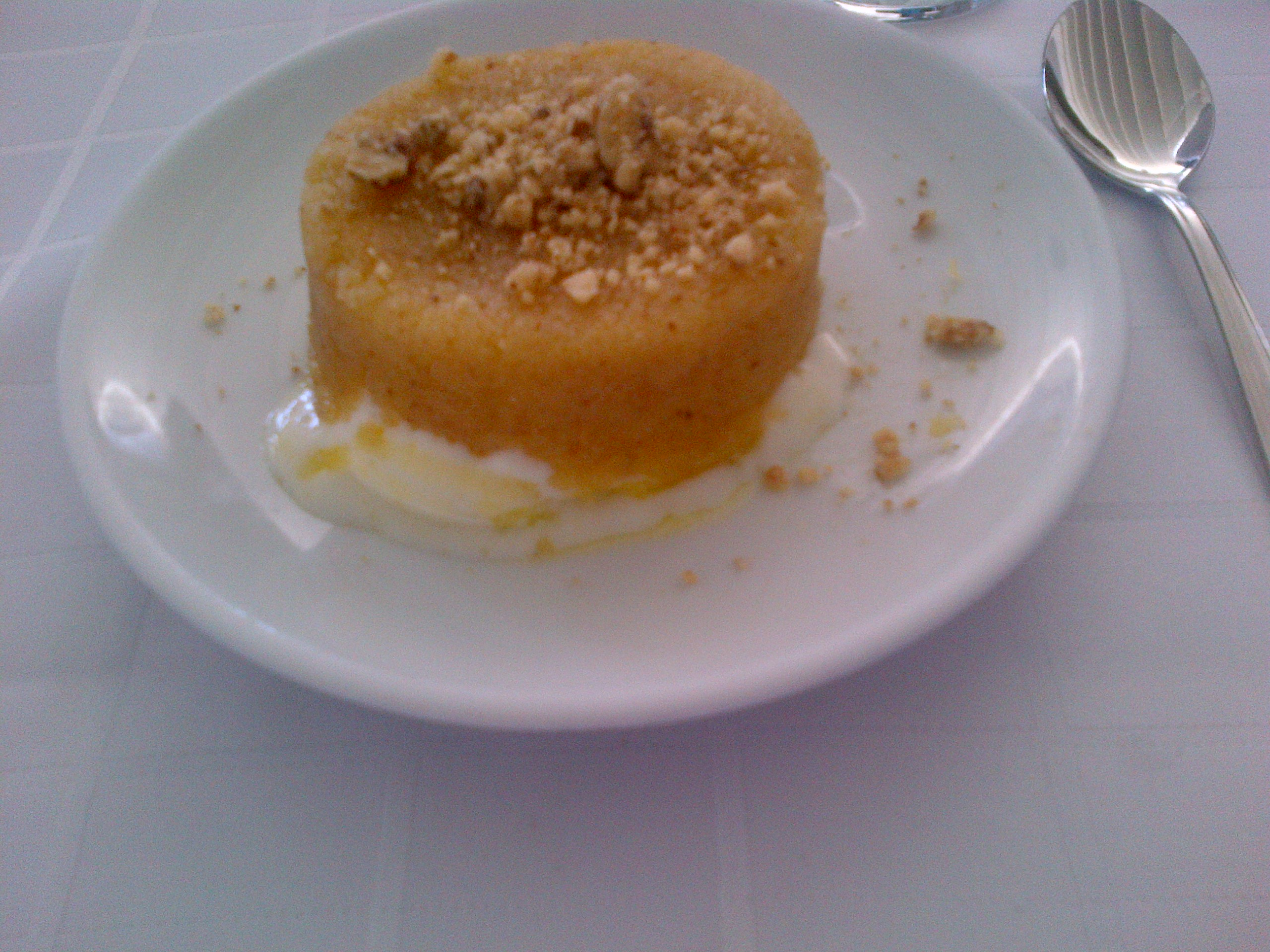
"Dondurmalı irmik helvası": İrmik helva amb gelat turc (dondurma) dins.

İrmik helva o İrmik helvası (dolç de sèmola en turc) són unes postres tradicionals de la cuina turca, fetes amb sèmola, sucre, llet, mantega o oli de cuinar. De vegades es fa servir mel o pekmez en comptes de sucre. Gairebé sempre es decoren amb pinyons i generalment se serveixen en un motllo de gelat i amb una mica de gelat.